# 尼崎市立金楽寺小学校
尼崎市立金楽寺小学校（あまがさきしりつ きんらくじしょうがっこう）は、兵庫県尼崎市金楽寺町にある公立小学校。2012年（平成24年）現在の児童数は476名である。

## 沿革
- 1935年（昭和10年）9月1日 - 小田第四小学校開校。
- 1936年（昭和11年）4月1日 - 尼崎市と小田村の合併により、尼崎市立金楽寺小学校と改称。
- 1941年（昭和16年）4月4日 - 尼崎市立金楽寺国民学校と改称。
- 1947年（昭和22年）4月1日 - 尼崎市立金楽寺小学校と改称。

## 通学区域
- 北大物町、昭和通1丁目10～21番・2丁目7～14番、金楽寺町1丁目・2丁目、西長洲町1丁目・2丁目・3丁目、長洲本通3丁目8～10番、潮江5丁目1番[2]

## 進路状況
ほとんどの児童は尼崎市立成良中学校へ進学するが、国私立中学校へ進学する児童もいる。

## 通学区域が隣接している学校
- 尼崎市立明城小学校
- 尼崎市立長洲小学校
- 尼崎市立清和小学校
- 尼崎市立潮小学校
- 尼崎市立名和小学校
- 尼崎市立難波の梅小学校
- 尼崎市立難波小学校